# 옥시믹테루스속
옥시믹테루스속 또는 오시쿠도속(Oxymycterus)은 비단털쥐과 목화쥐아과에 속하는 설치류 속의 하나이다. 남아메리카에서 발견되며, 쥐를 닮은 약 17종의 설치류로 이루어져 있다.

## 하위 종
| - 아르헨티나오시쿠도 (O. akodontius) - 아마존오시쿠도 (O. amazonicus) - 각진오시쿠도 (O. angularis) - 카파라오오시쿠도 (O. caparoae) - 대서양림오시쿠도 (O. dasytrichus) - 스파이오시쿠도 (O. delator) | - 작은오시쿠도 (O. hiska) - 거친털오시쿠도 (O. hispidus) - 케추아오시쿠도 (O. hucucha) - 잉카오시쿠도 (O. inca) - 쿡오시쿠도 (O. josei) - 긴코오시쿠도 (O. nasutus) | - 파라모오시쿠도 (O. paramensis) - 콰이스토르오시쿠도 (O. quaestor) - 로버트오시쿠도 (O. roberti) - 붉은오시쿠도 (O. rufus) - 계곡오시쿠도 (O. wayku) |